# Kazeta (architektura)

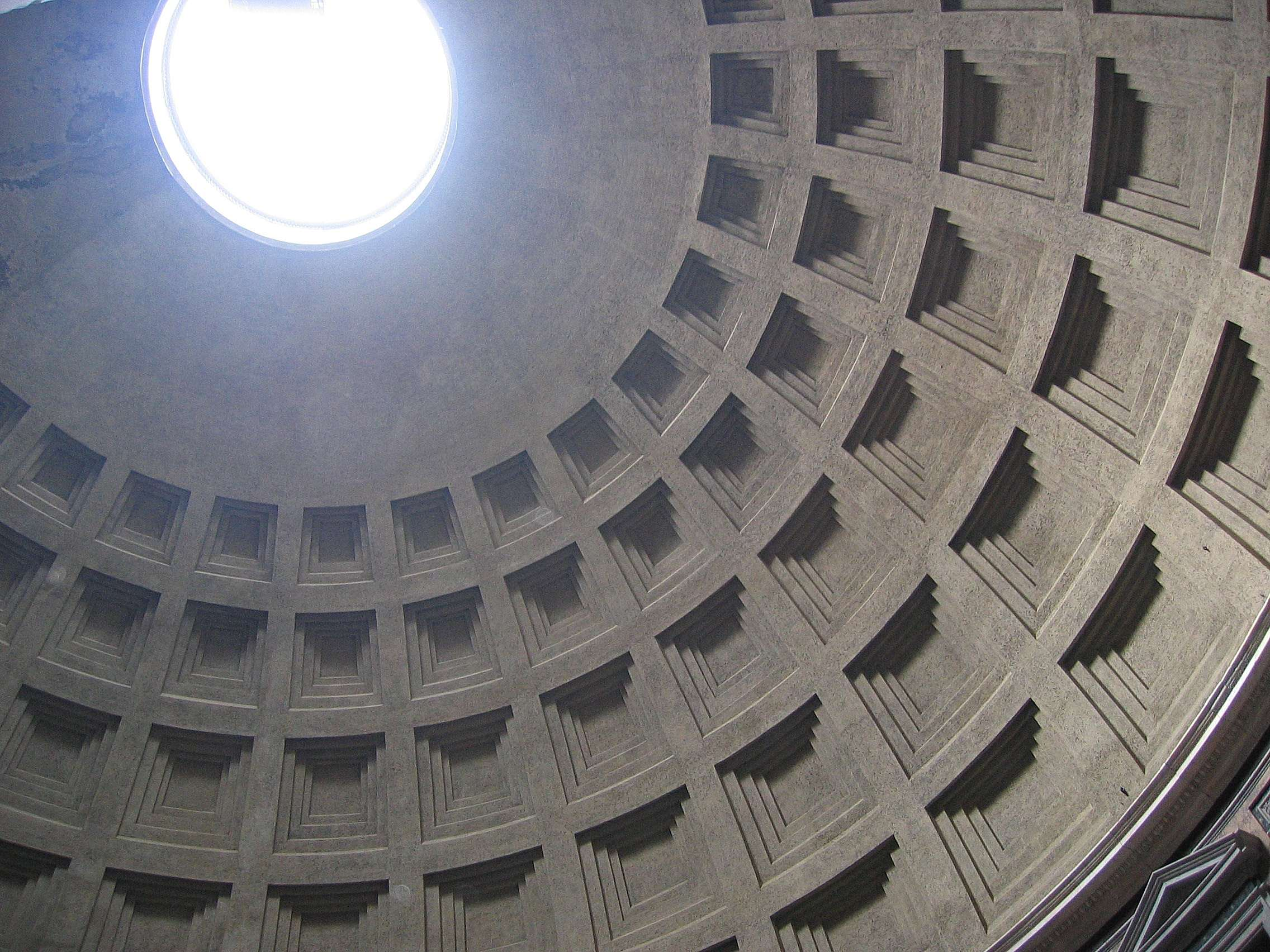
Kazetový strop římského Pantheonu

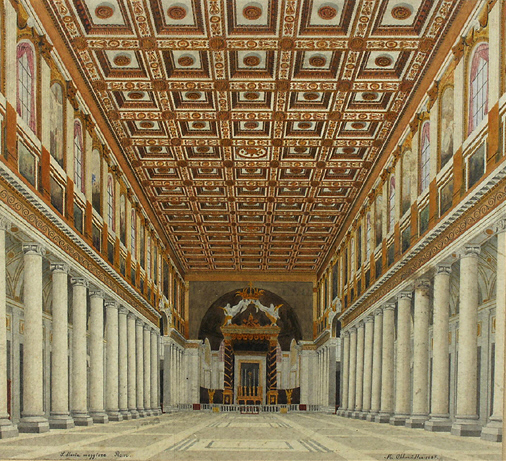
Santa Maria Maggiore v Římě (obraz z roku 1883)

Kazeta (z ital. cassetto, „přihrádka“) je ozdobný architektonický prvek. Jedná se o vpadlý panel, který má tvar čtverce, obdélníku nebo osmiúhelníku a slouží jako výrazný dekorativní prvek. Kazety se obvykle řadí vedle sebe do pásu nebo mřížky a nejčastěji se používají k výzdobě stropu, klenby nebo oblouku. Kazetový strop může vzniknout například ze štuku či betonu, křížením trámů, anebo jako dřevěné obložení.